# Psaliodes ocreata
Psaliodes ocreata är en fjärilsart som beskrevs av Pieter Cornelius Tobias Snellen 1874. Psaliodes ocreata ingår i släktet Psaliodes och familjen mätare. Inga underarter finns listade i Catalogue of Life.